# بورکینافاسو در المپیک تابستانی ۲۰۲۴
کاروان المپیکی بورکینافاسو، یکی از کاروان‌های شرکت‌کننده در بازی‌های المپیک تابستانی ۲۰۲۴ بود. این دوره از بازی‌ها از ۲۶ ژوئیه تا ۱۱ اوت ۲۰۲۴ (۵ تا ۲۱ امرداد ۱۴۰۳ خورشیدی) به میزبانی پاریس، پایتخت فرانسه برگزار شد. کاروان بورکینافاسو نخستین حضور خود در المپیک را در ۱۹۷۲ مونیخ تحت عنوان جمهوری ولتای علیا  به انجام رساند. بورکینافاسو در المپیک پس از المپیک ۱۹۸۸، در تمامی ادوار المپیک حاضر بوده و در این دوره‌، یازدهمین حضور خود را تجربه کرد. آنها علاوه بر المپیک ۱۹۷۶ مونترال که در پی تحریم کانگولیز در آن شرکت نکردند، در حمایت از رهبری ایالات متحده، المپیک ۱۹۸۰ مسکو و در حمایت از شوروی، المپیک ۱۹۸۴ لس آنجلس را تحریم کردند تا در کنار ایران (که به دلایل سیاسی و برای مخالفت با هر دو کشور در این دو دوره شرکت نکرد)، از معدود کشورهایی باشند که در هر دوره شرکت نکرده‌اند. بورکینافاسو که نخستین مدال تاریخش را در المپیک ۲۰۲۰ توکیو کسب کرده بود، در این دوره موفق به کسب هیچ مدالی نشد.

## شرکت‌کنندگان
ورزشکاران این کشور در ورزش‌های زیر به رقابت پرداختند.
| ورزش        | مردان | زنان | مجموع |
| ----------- | ----- | ---- | ----- |
| دو و میدانی | ۱     | ۱    | ۲     |
| دوچرخه‌سواری | ۰     | ۱    | ۱     |
| جودو        | ۱     | ۰    | ۱     |
| شنا         | ۱     | ۱    | ۲     |
| تکواندو     | ۲     | ۰    | ۲     |
| مجموع       | ۵     | ۳    | ۸     |